# Salvador Mejía
Salvador Mejía Alejandre (* 12. Februar 1961 in Toluca de Lerdo) ist ein mexikanischer Fernsehproduzent.
Mejía studierte Kommunikationswissenschaft an der Universidad Intercontinental. Er begann seine Laufbahn beim Fernsehen als Assistent von Valentín Pimstein, mit dem er Telenovelas wie Pricipessa, Simplemente María und La pícara soñadora produzierte. Seine erste eigene Arbeit als ausführender Produzent war die Telenovela Esmeralda. Esmeralda, Abrázame Muy Fuerte (2001) und Fuego en la sangre wurden mit einem Premio TVyNovelas ausgezeichnet, mehrere weitere seiner Produktionen für den Preis nominiert. 
Mejía ist mit seiner ehemaligen Produktionsassistentin Nathalie Lartilleux Nicaud verheiratet.

## Filmographie
- En tierras salvajes (2017)
- Las amazonas (2016)
- Lo imperdonable (2015)
- La tempestad (2013)
- Que bonito amor (2012/13)
- Triunfo del amor (2010/11)
- Corazón Salvaje (2009/10)
- Fuego en la sangre (2008)
- Mundo de fieras (2006/07)
- El Amor No Tiene Precio (2005/06)
- La esposa virgen (2005)
- La madrastra (2005)
- Inocente de ti (2004)
- Mariana de la noche (2003/04)
- Entre el amor y el odio (2002)
- Abrázame muy fuerte (2000/01)
- Rosalinda (1999)
- Mas alla de la usurpadora (1998)
- La usurpadora (1998)
- Esmeralda (1997)